# Червоне (Ставищенська селищна громада)
Червоне́ — село в Україні, у Білоцерківському районі Київської області, у складі Ставищенської селищної громади. Розташоване за 20 км південний захід від смт Ставище. Населення становить 112 осіб.

## Галерея

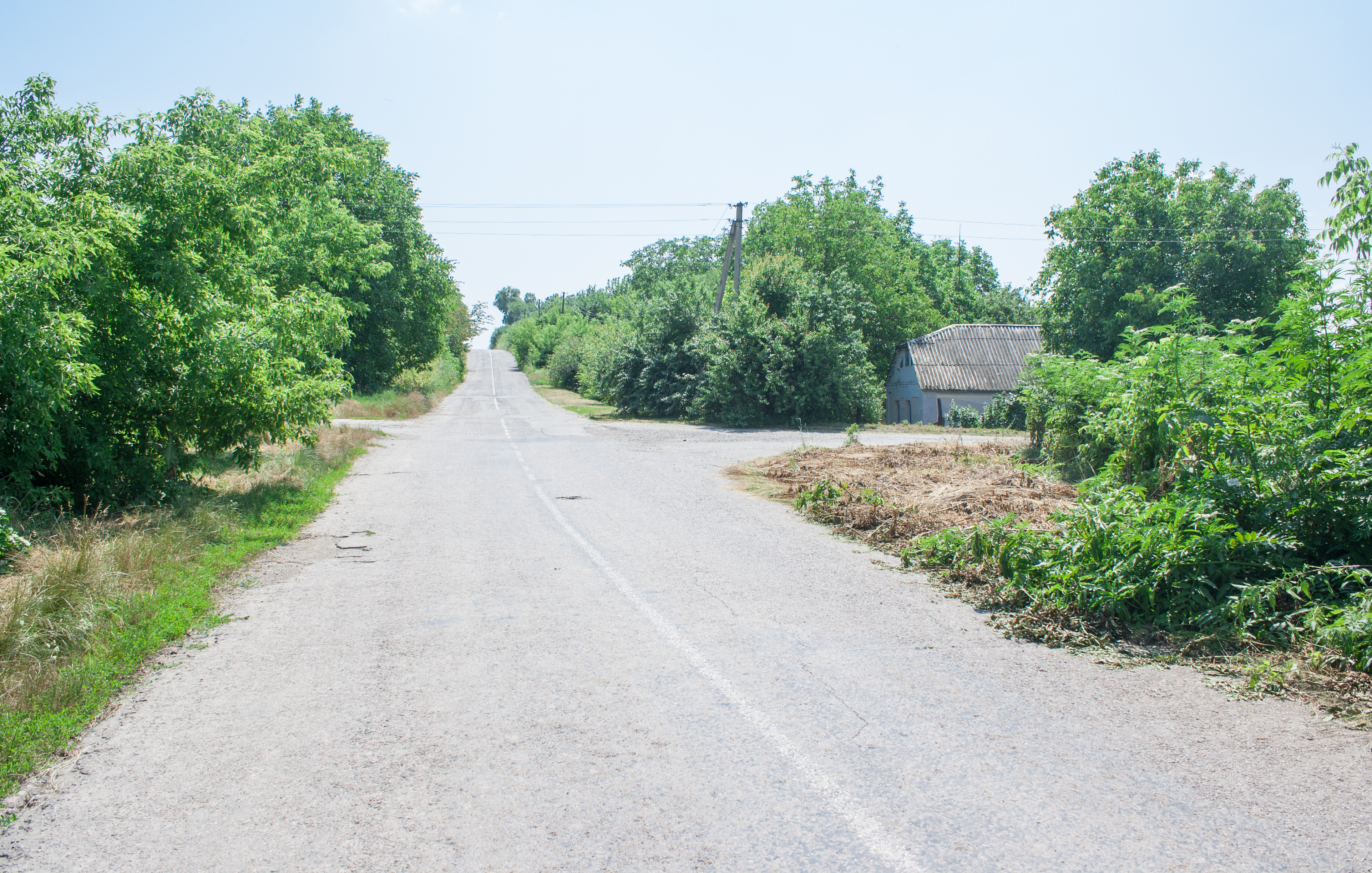
В'їзд у село
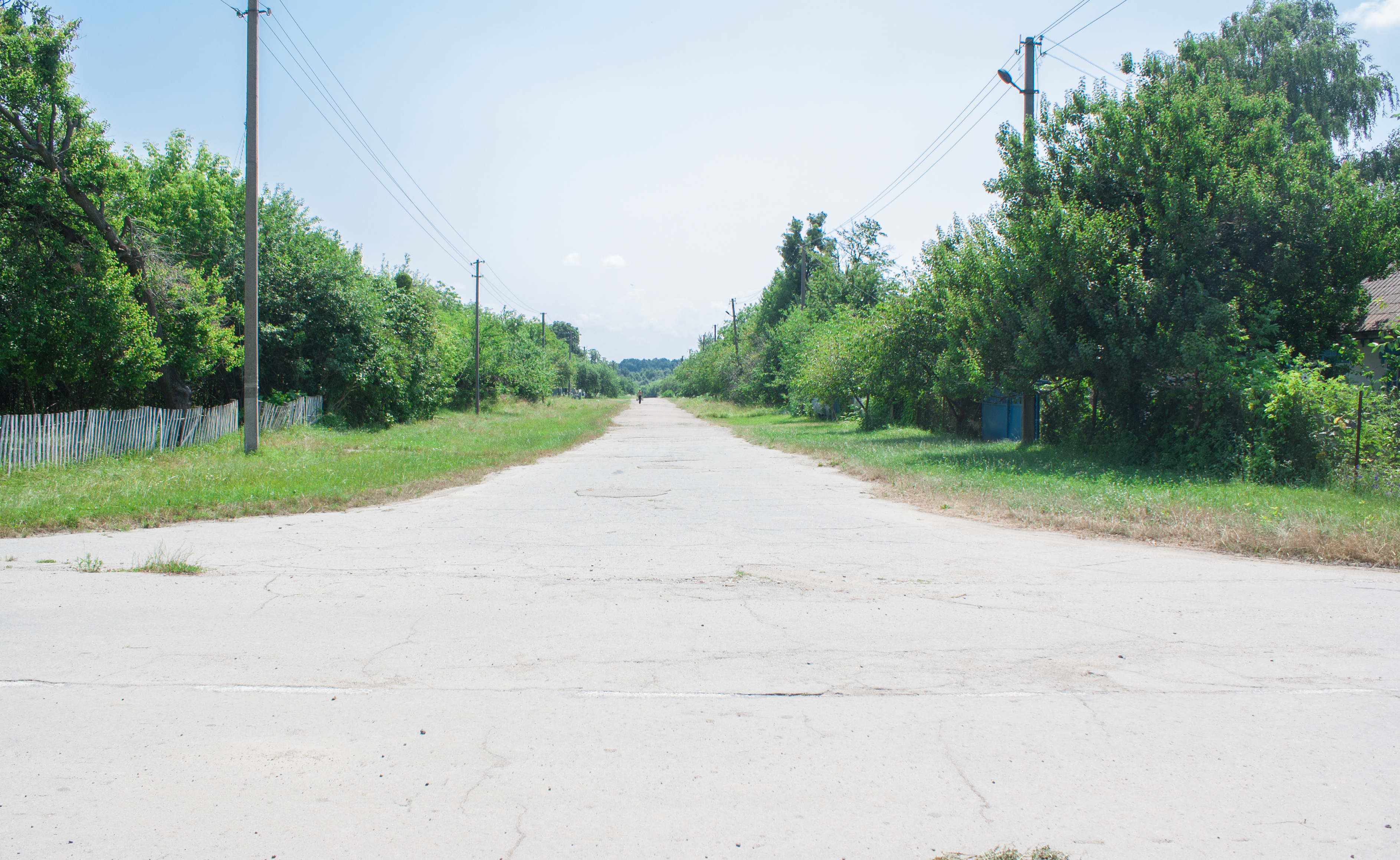
Вулиця Центральна
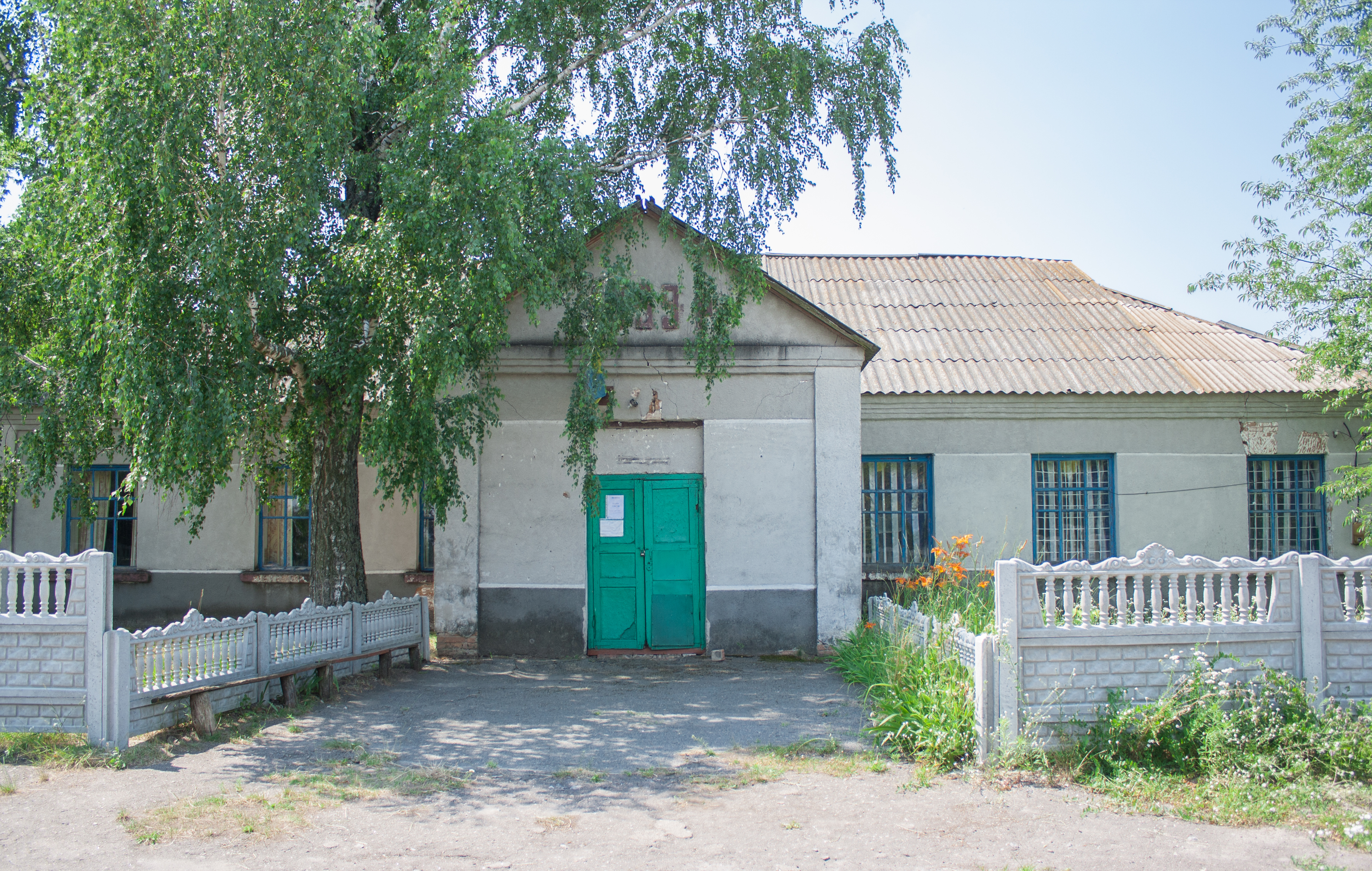
Будинок культури
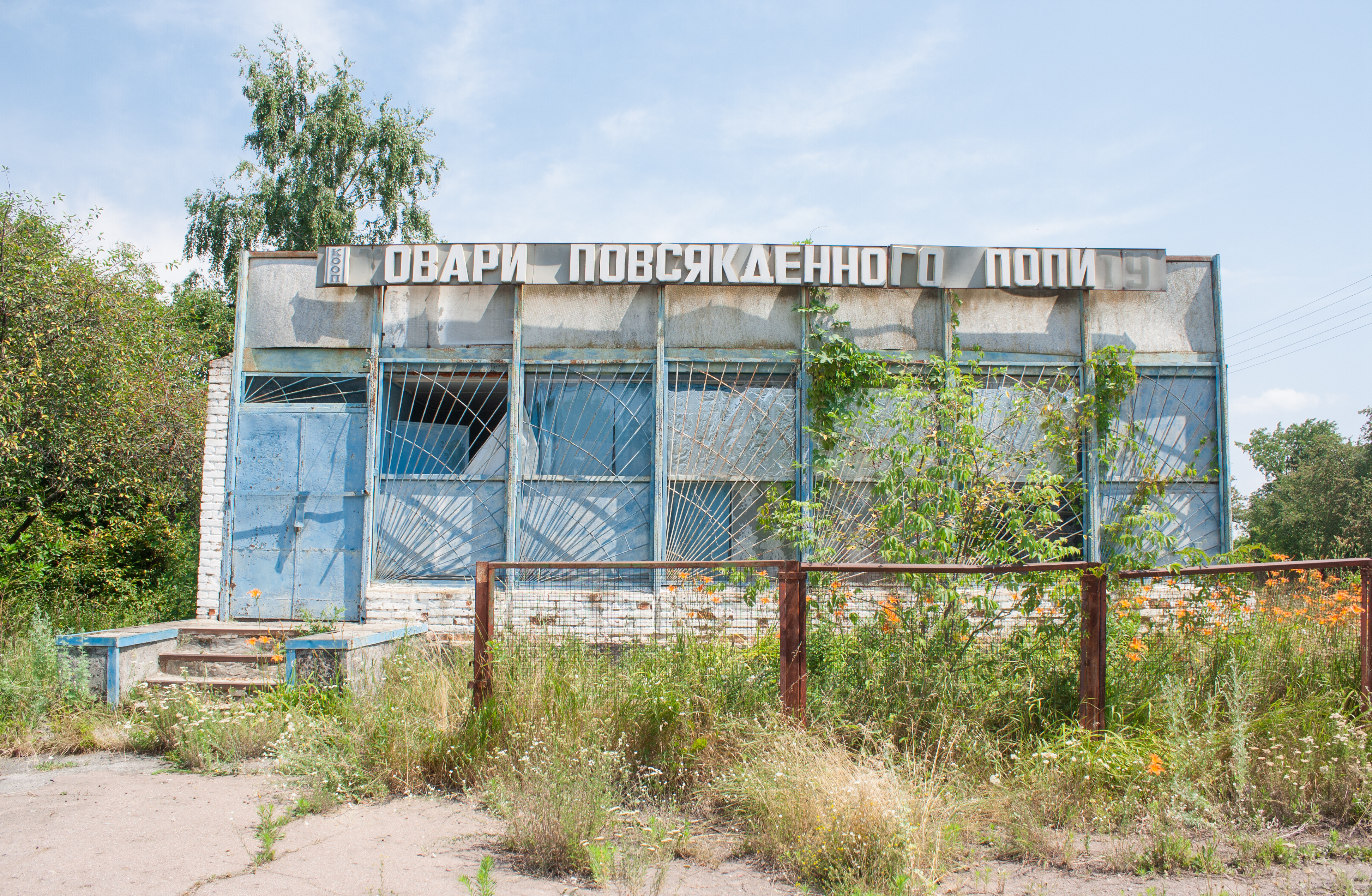
Магазин
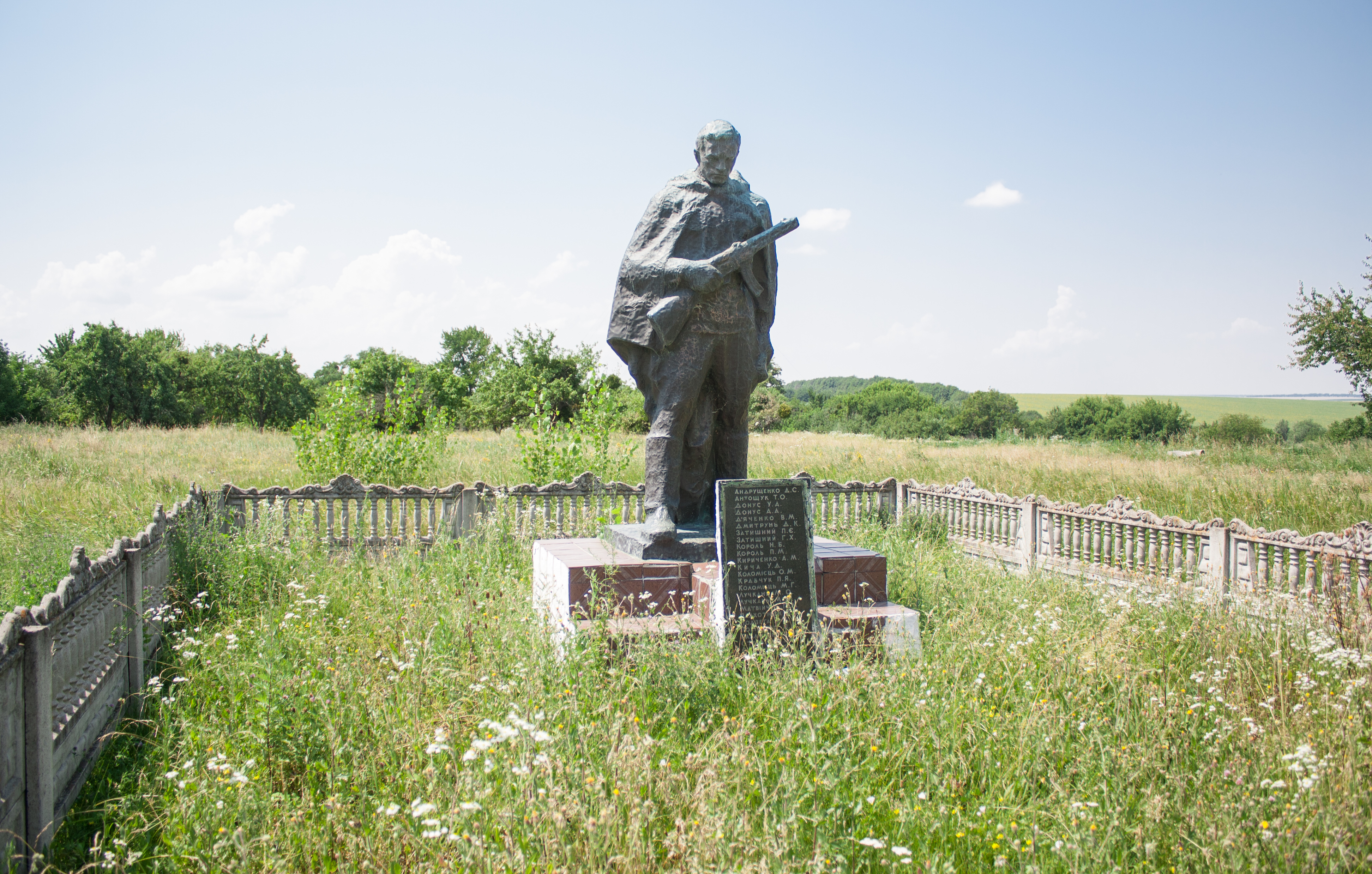
Пам'ятник воїнам-односельцям

## Історія
Офіційно утворене 1939 року під назвою Червоний Хутір згідно з розпорядженням райвиконкому шляхом примусового переселення одноосібників, які мешкали попід лісом. За півтора кілометри від лісу були виділені земельні ділянки під нову забудову. Село спланували чітко вираженими прямокутними кварталами. На узвишші за селом організували колгосп імені 8 травня. Першими за кермо колгоспних тракторів сіли Йосип Філоненко, Антон Плахотнюк і Ольга Бойко.
1958 Червоний Хутір підпорядкований новоствореній Стрижавській сільській раді.
1959 року у селі відкрито клуб, згодом − фельдшерсько-акушерський пункт, початкову школу, майдан (огороджена територія, де протягом робочого дня перебували діти колгоспників). При початковій школі якийсь час працювала й вечірня школа. Діти середнього шкільного віку ходили до Стрижавської восьмирічної школи, старші класи закінчували в  Розкішанській середній школі, долаючи щоранку через ліс 5 км, а звідти − транспортом через село Сніжки.
1967 Червоний Хутір перейменовано на село Червоне.
У 1970-х роках до села прокладено асфальтову дорогу, що дало змогу налагодити регулярне автобусне сполучення села із Ставищем. На початку 1990-х років село заасфальтоване.
Від 1991 р. Червоне у складі новоствореної Сухоярської сільської ради.
Від середини 1990-х років, після ліквідації колгоспу, село поступово занепадає і старіє. День села (храм) відзначають 11 жовтня.
Хоч поблизу села проходить газопровід Уренгой−Помари−Ужгород, саме село не газифіковане.